# Stent

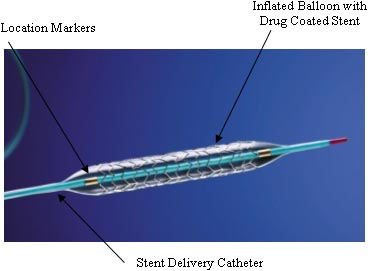
Un exemple d'un stent coronari. Aquesta versió, conegut com stent Taxus, té una funció alliberador de fàrmac.

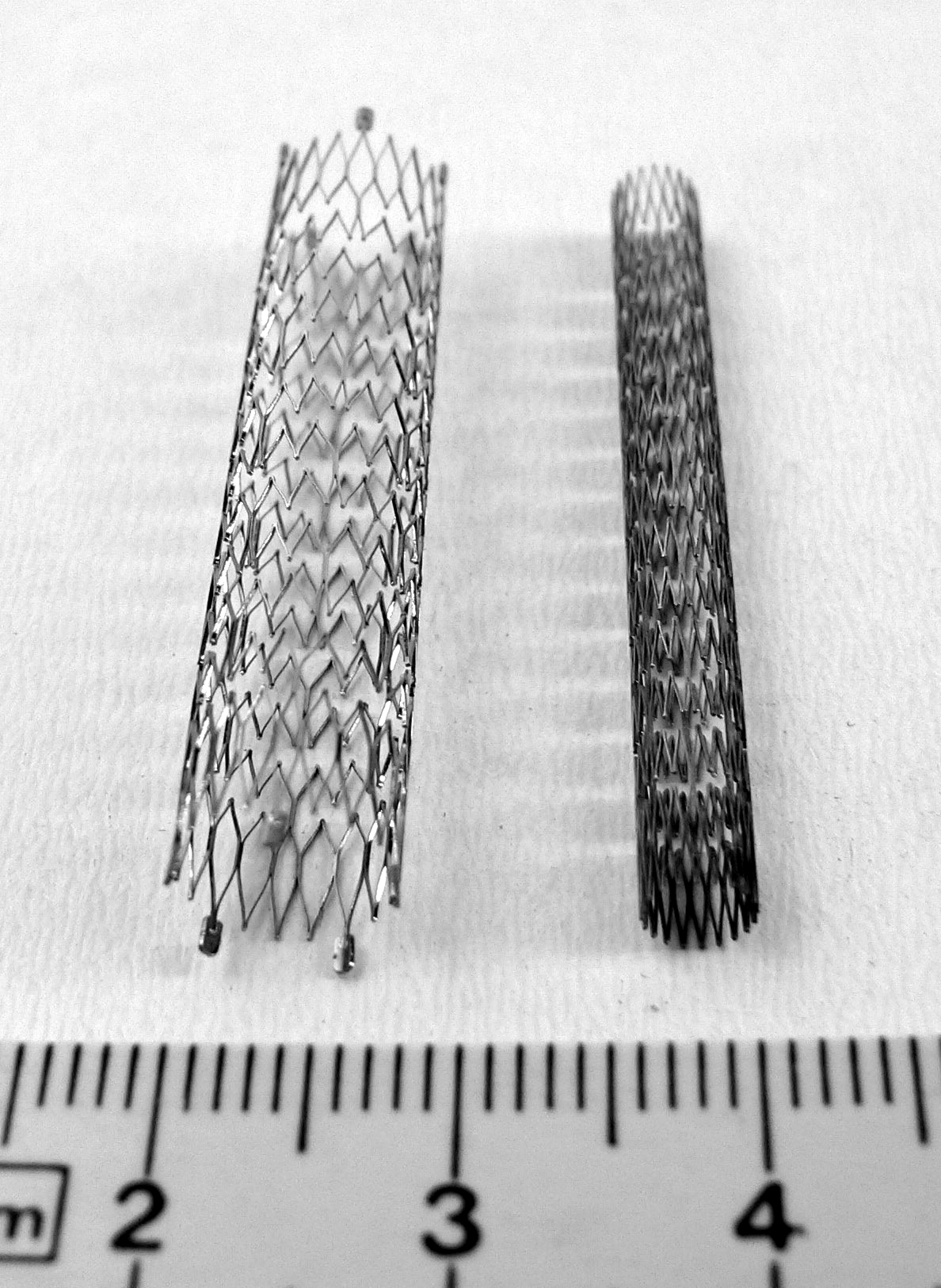
Exemples de stent per vasos perifèrics.

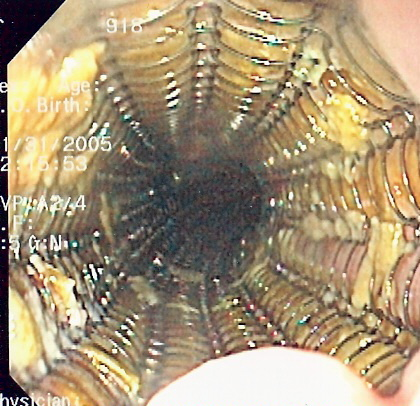
Endoscòpia d'un stent metàl·lic expansible, a l'esòfag, emprat pal·liativament per tractar un càncer esofàgic.

El terme  stent  és un anglicisme mèdic d'ús comú per a denominar una cànula o un dispositiu amb forma cilíndrica o tubular d'ús endoluminal, generalment endovascular, i que es col·loca a l'interior d'una estructura anatòmica o conducte corporal per mantenir-lo permeable o evitar el seu col·lapse després de la seva dilatació, desobstrucció o alliberament quirúrgics.

## Etimologia
El terme en la literatura anglesa generalment es considera que és un epònim derivat del cognom de Charles Thomas Stent (1807 -1885), encara que, de fet el que va patentar Stent el 1856, va ser un material termoplàstic per a realitzar impressions dentàries, conegut com a "pasta de Stent". Durant la Primera Guerra Mundial, el cirurgià alemany J. F. Esser, va utilitzar la "Pasta de Stent" per fixar empelts de pell en soldats cremats i també com a suport per a pròtesis orals i facials. Posteriorment el doctor Charles Dotter (1920-1985), considerat el pare de la radiologia intervencionista, va utilitzar el terme stent tot experimentant amb gossos per implantar-los espirals de metall a l'artèria poplítia i més tard (el 1968) quan va introduir per primera vegada l'Angioplàstia transluminar amb catèters coaxials, mentre era cap del Departament de Radiologia de la Universitat d'Oregon. El 1985, el metge argentí, Julio Palmaz va crear un stent expansible que és l'emprat fins al dia d'avui.
Amb el temps, el terme es va seguir utilitzant per extensió, per designar tot dispositiu de material apropiat emprat per donar suport a les estructures tubulars.

## Sinònims
En català no existeix una traducció exacta, alguns proposen la de "endopròtesi" encara que altres experts consideren que en ser estructures que no reemplacen sinó que reforcen o sostenen no es poden considerar i denominar amb el nom de pròtesis, per la qual cosa altres els denominen en català com cànula o fèrula implantable o implant endoluminal encara que l'ús més estès en la literatura científica en idioma català segueix sent l'anglicisme stent.

## Tipus
Poden ser permanents o temporals i es poden classificar segons l'òrgan o conducte en què s'implanten. Són metàl·lics en malla o espirals (la majoria), recoberts o no i de medicaments o materials plàstics, i fins i tot s'estan utilitzant materials biodegradables.
Originalment i per al seu ús intravascular eren cilindres de malla metàl·lica expansibles, actualment alguns d'ells tenen la capacitat d'alliberar de forma programada medicaments com l'Actinomicina, Rapamicina (Sirolimus) i Paclitaxel, denominats per això stents medicats o recoberts (stent graft), amb la finalitat de prevenir la reestenosi de l'artèria on han estat col·locats.
Per a ús en altres estructures anatòmiques, com els conductes biliars, a més dels metàl·lics similars als d'ús intravascular de vegades recoberts amb poliuretà, es fabriquen de material inert no metàl·lic o plàstic
Per a ús traqueobronquial n'hi ha que estan fabricats de silicona o de metall, podent combinar amb algun un altre tipus de material per fabricar models híbrids.

## Usos
Les tècniques modernes, menys invasives que les quirúrgiques tradicionals, mitjançant endoscòpia, radiologia intervencionista i cateterisme, permeten col·locar aquests dispositius a estructures tubulars o conductes anatòmics com vasos: artèries coronàries, a aorta i en artèries caròtides o en artèria femoral, així com en vies urinàries, en conductes biliars, esòfag, tràquea o bronquis i còlon, entre d'altres, però el més comú i freqüent és l'ús intravascular coronari complementari a l'angioplàstia que va arribar a reemplaçar a la majoria de casos la revascularització mitjançant ponts o Bypass, i en alguns informes o revisions del tema als Estats Units s'esmenta que més del 90% de procediments en artèries coronàries inclouen la implantació de stent.